# Payne megye
Payne megye az Amerikai Egyesült Államokban, azon belül Oklahoma államban található. Megyeszékhelye és legnagyobb városa Stillwater. Lakosainak száma 81 646 fő (2020. április 1.). Payne megye Pawnee, Lincoln, Creek, Noble és Logan megyékkel határos.

## Népesség
A megye népességének változása:
| Lakosok száma | 77 418 | 77 860 | 78 282 | 79 066 | 80 850 | 81 646 |
|               | 2010   | 2011   | 2012   | 2013   | 2015   | 2020   |